# 神奈川県立市ケ尾高等学校

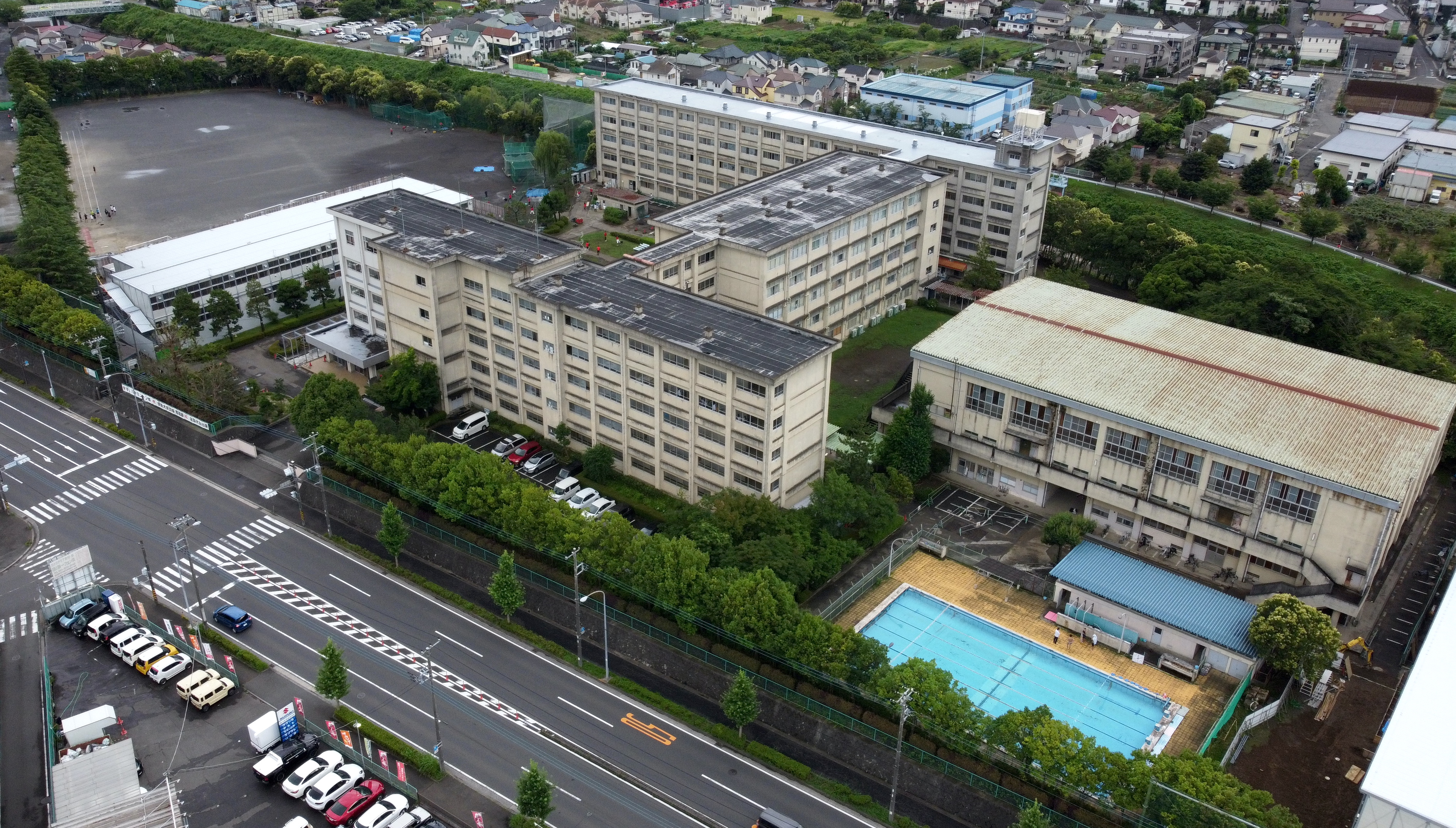
市ヶ尾高校全景

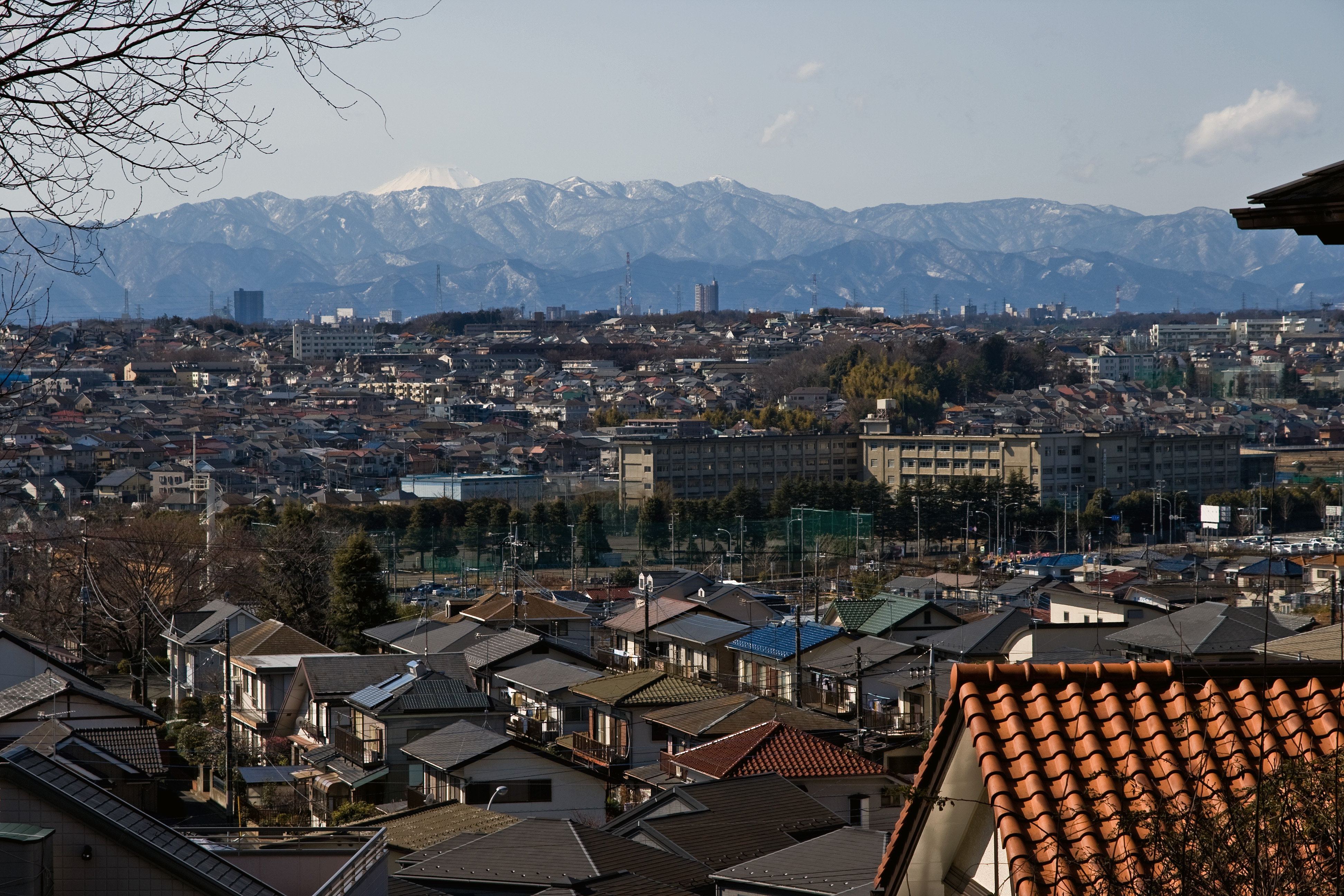
市ヶ尾高校と丹沢山地・富士山

神奈川県立市ケ尾高等学校（かながわけんりついちがおこうとうがっこう）は、全日制普通科の高等学校。所在地は神奈川県横浜市青葉区市ケ尾町。最寄駅は市が尾駅。近くには青葉区役所のほか、稲荷前古墳群や市ヶ尾横穴古墳群といった古墳が多い。

## 沿革
- 1974年 - 設立。川和高校で開校準備が行なわれ、まもなく仮校舎に移転した。
- 2000年頃 - 横浜上麻生道路新道工事に伴い、校内敷地の一部が道路用地となり、校門の移設、グラウンドの再整備が行われた。道路建設で分断された向かい側の敷地に、横浜市資源循環局 青葉事務所を設置。
- 2020年代 - 部活動加入率が90%前後[1]であり非常に盛ん。入学には県内でも上位の学力を求められる中で文化部、運動部共に県、関東大会レベルまで進出する部活も多く、特にダンス部、陸上競技部は全国大会にも出場しており文武両道で励んでいる生徒が多く在籍している。

## 部活動
運動部
- バトン部
- サッカー部
- 硬式野球部・・・神奈川県高等学校野球春季県大会[2]ベスト16進出(2023年)
- 水泳部
- バドミントン部･・・女子団体 神奈川第6代表により関東大会出場(2024年)
- ダンス部・・・『春の日本高校ダンス部選手権』東日本大会において、2016年、2018年入賞を受賞している。
- 男子バスケットボール部・・・神奈川県高等学校総合体育大会　ベスト16（2025年度）
- 女子バスケットボール部
- ソフトテニス部
- 男子硬式テニス部
- 女子硬式テニス部
- 卓球部
- 男子バレーボール部
- 女子バレーボール部　・・・神奈川県高等学校総合体育大会　ベスト16（2024年6月）
- 陸上競技部・・・フィールド種目で2024/25年と2年連続全国高校総体(インターハイ)出場、令和5年JOCジュニアオリンピック[3]出場
- 男子ハンドボール部
- 女子ハンドボール部
- 男子フットサル部・・・2025年第12回全日本U-18フットサル選手県大会神奈川県大会　ベスト８
- 女子フットサル部・・・2025年PENALTY CUP 第8回神奈川県女子フットサル選手権大会　優勝

文化部
- 吹奏楽部
- 書道部・・・全国大会出場
- 写真部
- 美術部
- 軽音楽部 ・・・「Teens Rock 2025 in SAITAMA」関東大会進出
- ジャグリング部・・・『平成25年度神奈川教育委員会から表彰される』
- 茶道部
- 華道部
- 家庭科部
- 演劇部
- 競技かるた部
- 囲碁将棋部
- 合唱部
- 生物部
- 山岳部
- 剣道部

男子バスケット部が2010年高校総体沖縄に、女子も2013年高校総体北部九州に初出場した。

2025年 49期卒業生により大まかに編集しました。

## 旧学区
2005年度の学区撤廃以前は横浜北部学区に属していた。所属学校は以下の通り。
- 神奈川県立市ヶ尾高等学校
- 神奈川県立荏田高等学校
- 神奈川県立川和高等学校
- 神奈川県立霧が丘高等学校
- 神奈川県立新栄高等学校
- 神奈川県立田奈高等学校
- 神奈川県立白山高等学校
- 神奈川県立元石川高等学校

## 交通
出典 : 
| 乗車駅                 | のりば | 系統 | 下車停留所                      | 運行事業者 |
| ---------------------- | ------ | ---- | ------------------------------- | ---------- |
| 東急田園都市線市が尾駅 | 8      | 市44 | 「市ケ尾高校」、徒歩1分         | ■東急      |
| 東急田園都市線市が尾駅 | 8      | 市43 | 「水道局青葉事務所前」、徒歩3分 | ■東急      |
| 東急田園都市線市が尾駅 | 8      | 青27 | 「水道局青葉事務所前」、徒歩3分 | ■東急      |
| 小田急小田原線柿生駅   | 4      | 柿23 | 「水道局青葉事務所前」、徒歩3分 | ■小田急    |

| 最寄り駅               | 所要時間 |
| ---------------------- | -------- |
| 東急田園都市線市が尾駅 | 15分     |

## 学園祭
- 「白鷺祭」と呼ばれ、毎年9月に行われている。

## 主な出身者
- 石井亜早実 - ミュージカル俳優
- 大倉第（森々れもん） - 児童漫画家・イラストレーター
- 三遊亭京楽 - 落語家
- 野村真季 - テレビ朝日アナウンサー
- 中岡由佳 - タレント
- 曽根純恵 - フリーアナウンサー
- 古閑陽子 - 元日本テレビアナウンサー
- 室橋祐貴 - 日本若者協議会代表理事
- 岡川恵美子 - 元テニスプレイヤー
- 可児壮隆 - プロサッカー選手
- 加藤麻里 - ファッションモデル、女優
- 町田和樹 - お笑い芸人(中退)

## その他
2010年12月、女性教諭が日本史の授業で学習指導要領に定められていないハングルでの授業を行い、生徒に自分の名刺をハングルで作らせ、更には「関東大震災の際に起きた朝鮮人虐殺現場」を見学するよう企画し、生徒に参加を募っていたことが判明した。神奈川県教育委員会は教育内容として不適切と判断し、学校を指導した。
島村幸一 （立正大学教授）が教諭を務めていた学校でもある。